# Эберлейн, Гуго
Гуго Эберлейн (нем. Hugo Eberlein, псевдоним М. Альберт; 4 мая 1887, Зальфельд — 16 октября 1941, Москва) — немецкий политический деятель, коммунист, деятель Коминтерна.

## Биография
Родился 4 марта 1887 года в Заальфельде. По профессии — печатник-литограф. Был активным работником юношеской секции профсоюза литографов Берлина. В 1906 году вступил в СДПГ. Мобилизованный в начале Первой мировой войны, он вскоре дезертировал из армии и стал активным нелегальным работником группы «Интернационал», а затем Союза Спартака.
В 1918 году стал одним из основателей Коммунистической партии Германии, членом её ЦК. В марте 1919 года был делегатом компартии Германии на учредительном съезде Коминтерна. В 1921—1933 годах — депутат прусского ландтага. Делегат IV и VII конгрессов Коминтерна. В 1922 году — член Исполкома Коминтерна и секретарь Исполкома Коминтерна. В 1928 году после «аферы Витторфа» исключён из ЦК КПГ и ИККИ как «примиренец» (сторонник единого фронта с социал-демократами). В 1933 году после прихода к власти национал-социалистов бежал во Францию. Жил в Страсбурге. В 1935 году — член Интернациональной контрольной комиссии. В марте 1936 года был депортирован в Швейцарию.
В сентябре 1936 года по приказу партии приехал в СССР. 26 июля 1937 года арестован. В записке, которую ему удалось передать на свободу, он писал:

Допрос начался 19 января 1938 года и длился без перерыва десять дней и ночей. Мне приходилось все время стоять без сна и почти без еды. Допрос состоял из самых бессмысленных обвинений и сопровождался такими ударами кулаками и ногами, что я мог стоять, только превознемогая мучительную боль. Кожа лопнула, в обуви скопилась кровь. [...] В апреле 1938 года меня перевели в Лефоровскую тюрьму. Здесь все допросы сопровождались самыми ужасными избиениями, меня били днем и ночью в течение нескольких недель. На спине не было ни куска кожи, а только голая плоть.
5 мая 1939 года приговорён к 15 годам ИТЛ. Айно Куусинен в своих мемуарах свидетельствовала о встрече с ним в 1939 году на этапе. Содержался в Унженском ИТЛ НКВД. 16 июля 1941 года приговор был отменен с передачей дела на доследование. 30 июля 1941 года  ВКВС СССР приговорил его к расстрелу. Расстрелян 16 октября 1941 года, место захоронения — полигон «Коммунарка».
Реабилитирован в октябре 1956 года.
Именем Гуго Эберлейна в ГДР был назван 2-й гвардейский полк.

## Семья
- 1-й брак (с 1913) — Луиза Огюст Анна Хармс (1889—1964).
  - Сын — Вернер провёл несколько лет в советских лагерях, проживал в ГДР, был переводчиком Н. С. Хрущёва на его встречах с лидерами ГДР.
- 2-й брак — Инна Александровна Арманд (1898—1971), дочь Инессы Арманд. В 1921—1923 годах работала в аппарате исполкома Коминтерна, затем — в советском полпредстве в Германии. В 1960-е годы была редактором Полного собрания сочинений В. И. Ленина. 
  - Дочь — Инес